# Ordinanza (ordinamento amministrativo italiano)
L'ordinanza, in diritto amministrativo italiano, è un provvedimento restrittivo della sfera giuridica del destinatario con cui la pubblica amministrazione, a seguito di una scelta discrezionale o di un accertamento, impone nuovi obblighi giuridici al destinatario.
L'obbligo del destinatario di osservare l'ordine imposto è talvolta ben determinato e la sua inosservanza penalmente sanzionata.

## Tipologie
La potestà ordinatoria può essere generale o speciale. La prima si esplica nei confronti di qualsiasi soggetto mentre la seconda presuppone una relazione particolare tra il privato e la pubblica amministrazione; in quest'ultimo caso può anche formalmente essere definito ordine gerarchico.
Sono esempi di ordini amministrativi le sanzioni amministrative, le ordinanze, gli accertamenti tributari, le cosiddette direttive. Gli ordini si distinguono, in base al loro contenuto, in:
- Comandi, se hanno contenuto positivo (dare, fare);
- Divieti, se hanno contenuto negativo (non fare).

Si pensi ad esempio alle ordinanze dei sindaci che introducono provvedimenti relativi alla circolazione sul territorio comunale attraverso lo strumento delle targhe alterne, oppure attraverso lo strumento delle isole di traffico pedonale; si pensi alle ordinanze del sindaco con cui l'accesso a determinati uffici della pubblica amministrazione sono chiusi al ricevimento del pubblico oppure all'ordinanza sulla chiusura delle scuole e pubblici uffici per maltempo o calamità naturale.